# Данилевич, Андриан Александрович
Данилевич Андриан Александрович (19 августа 1921 года, Николаев, Херсонская губерния, Украинская ССР — 6 июня 1995 года, Москва) — советский военачальник и военный учёный, генерал-полковник (1984). Кандидат военных наук.

## Начало военной службы и Великая Отечественная война
В Красной Армии с сентября 1940 года. Окончил Московское военно-техническое училище НКВД им. Менжинского в 1941 году. Был направлен в войска связи. Участник Великой Отечественной войны с июля 1941 года. Командовал стрелковым взводом связи и ротой связи 26-го отдельного гвардейского батальона связи 249-й стрелковой дивизии (с февраля 1942 — 16-й гвардейской стрелковой дивизии), которая воевала в 22-й, 4-й ударной и 30-й армиях на Западном и Калининском фронтах. Участвовал в Московской битве, Торопецко-Холмской, Ржевско-Сычевской наступательных операциях.
С октября 1942 года капитан Данилевич воевал в должности начальника оперативного отделения – заместителя начальника штаба 16-й гвардейской стрелковой дивизии, с начала 1944 года – старший помощник начальника оперативного отдела штаба 11-й гвардейской армии на Западном, Брянском, 3-м Белорусском и 1-м Прибалтийском фронтах. На этих постах участвовал в Ржевско-Вяземской наступательной операции 1943 года, Курской битве, в Брянской, Невельско-Городокской, Витебской, Белорусской стратегической, Гумбиннен-Гольдапской, Восточно-Прусской наступательных операциях. Был ранен в бою 14 июля  1943 года.
Проявил себя умелым и высококультурным штабным офицером, а также неоднократно проявлял личную отвагу. За годы войны был награждён 4 боевыми орденами. Член ВКП(б) с 1942 года.

## Послевоенная служба
С сентября 1945 года служил старшим помощником начальника оперативного отдела оперативного управления штаба Особого военного округа, с ноября 1946 года - старшим помощником начальника оперативного отдела оперативного управления штаба Прикарпатского военного округа, с июля 1951 года – офицером для особых поручений при командующем Прикарпатского военного округа. С декабря 1951 года – на той же должности в Одесском военном округе.
В 1954 году окончил Военную академию имени М.В. Фрунзе. С июня 1955 года – начальник военно-научной группы оперативного управления штаба Северной группы войск, затем — начальник отдела оперативной подготовки в этом же штабе.
С мая 1964 года служил в Генеральном штабе Вооружённых Сил СССР: заместитель начальника направления, начальник направления разработки вопросов военного искусства, заместитель начальника управления, помощник начальника Главного оперативного управления, помощник начальника Генерального штаба по оперативным вопросам.
Стал крупным военным учёным в области военной стратегии. Автор свыше 80 научных работ, в которых внёс большой вклад в развитие военной теории и в разработку системы стратегических военных операций в современных условиях. Руководитель авторского коллектива, инициатор создания и непосредственный автор ряда фундаментальных научных трудов по подготовке и ведению стратегических военных операций, по вопросам современной войны и военной экономики, по подготовке штабов и войск к ведению боевых действий в современных ему экономико-политических условиях. Член коллектива по разработке серии Боевых уставов, наставлений и инструкций о подготовке и ведении боевых действий. Эти труды были опробованы на практике в серии крупномасштабных полевых и командно-штабных военных учений конца 1970-х – начала 1980-х годов, по итогам которых им была дана высокая оценка.
С 1989 года — в отставке. Однако продолжал активную работу в области военной науки до последних лет жизни, успев глубоко осмыслить в своих работах обстановку, сложившуюся после распада СССР и резкого роста числа локальных вооружённых конфликтов, и выработать предложения по развитию Вооружённых Сил Российской Федерации в новых условиях. Кроме того, работал над непредвзятым осмыслением опыта Великой Отечественной войны, будучи ведущим научным сотрудником редакции «Великая Отечественная война» Института военной истории Министерства обороны Российской Федерации. Ряд научных трудов был издан уже после кончины учёного.
Профессор Академии военных наук Российской Федерации. Почётный академик Российской академии естественных наук. Кандидат военных наук.
Жил в Москве. Умер 6 июня 1995 года. Похоронен на Кунцевском кладбище Москвы.

## Отзывы
была должность — «помощник начальника Главного оперативного управления» и категория «генерал-лейтенант». Эту должность занимал Андриан Александрович Данилевич — уникальная неповторимая личность. Военного теоретика более высокого класса у нас в Вооруженных Силах в то время не было. Фактически он выполнял не функции помощника начальника Главного оперативного управления, а был первым его заместителем по разработке военной теории. Он же участвовал в разработке всех крупнейших учений, а на этих учениях возглавлял группу разбора и создавал все необходимые для этого документы.  ... Присвоение такого звания [воинское звание генерал-полковник] Андриану Александровичу Данилевичу вызвало искреннее одобрение не только в Генштабе и в центральном аппарате в целом, но и в войсках, точнее — у руководства военных округов, флотов армий, флотилий. То есть у той категории офицеров, которым эта личность была известна. Особенно был рад этому событию Николай Васильевич Огарков. Он питал к Данилевичу исключительное уважение. Они вдвоем могли часами обсуждать какую-нибудь проблему (отбросив в сторону чинопочитание и субординацию, но при этом соблюдая такт), обогащая друг друга и в итоге разрешая все-таки важный вопрос.— Варенников В. И. Неповторимое. В 7 томах. Том 4. — М.: Советский писатель, 2001. — 544 с. Тираж 7000 экз. ISBN 5-265-03487-0

## Награды
- Орден Октябрьской Революции (1976)[4].
- Два ордена Красного Знамени (2.04.1944, 26.04.1945).
- орден Александра Невского (21.08.1943).
- Два ордена Отечественной войны 1-й степени (25.07.1944, 11.03.1985).
- Орден Трудового Красного Знамени (1988).
- Орден Красной Звезды (1956).
- Орден «За службу Родине в Вооружённых Силах СССР» 3-й степени (1975).
- Медаль «За отвагу» (8.09.1942).
- Медаль «За боевые заслуги» (1967)
- Медаль Жукова.
- Медаль «За воинскую доблесть. В ознаменование 100-летия со дня рождения В. И. Ленина».
- Медаль «За победу над Германией в Великой Отечественной войне 1941—1945 гг.».
- Юбилейная медаль «Двадцать лет Победы в Великой Отечественной войне 1941—1945 гг.».
- Юбилейная медаль «Тридцать лет Победы в Великой Отечественной войне 1941—1945 гг.».
- Юбилейная медаль «40 лет Вооружённых Сил СССР».
- Медаль «За взятие Кёнигсберга».
- Медаль «Ветеран Вооружённых Сил СССР».
- Медаль «За укрепление боевого содружества» (1981).
- Юбилейная медаль «30 лет Советской Армии и Флота».
- Юбилейная медаль «40 лет Вооружённых Сил СССР».
- Юбилейная медаль «50 лет Вооружённых Сил СССР».
- Юбилейная медаль «60 лет Вооружённых Сил СССР».
- Юбилейная медаль «70 лет Вооружённых Сил СССР».
- Медаль «За безупречную службу» 1-й степени.
- Кавалерский (рыцарский) крест ордена Возрождения Польши (Польша, 6.10.1973)
- Медаль «60 лет Вооружённым силам МНР» (Монголия, 29.12.1981)
- Медаль «30 лет освобождения Чехословакии Советской Армией» (ЧССР, 22.08.1974)
- Медаль «Братство по оружию» (Польша, 1980)
- Медаль «Братство по оружию» в золоте (ГДР, 1.03.1983)
- Медаль «30 лет Победы над фашистской Германией» (Болгария, 6.03.1975)
- Медаль «40 лет Победы над гитлеровским фашизмом» (Болгария, 16.05.1985)
- Медаль «30-я годовщина Революционных Вооружённых сил Кубы» (Куба, 24.11.1986)

## Основные научные труды
- Военная стратегия. — М., 1966.
- Стратегическая операция. — М., 1967.
- Выдвижение войск фронта. — М., 1968.
- История Второй мировой войны, в 12 томах (член авторского коллектива). — М., 1973-1982.
- Основы подготовки и ведения операций Вооружённых Сил, в 5 томах (руководитель авторского коллектива). — М., 1981.
- Понятия, определения и термины по проблеме «оборонная достаточность» (в соавторстве). — М., 1992.
- О концепции развития стратегических неядерных сил (в соавторстве) // Военная мысль. – 1992. – № 1.
- Международная безопасность, стратегическая стабильность, обороноспособность государств. (в соавторстве). — М., 1994.
- Военные угрозы в современном мире // Стратегия сдерживания – основа глобальной безопасности 21 века. – М.: Издательство АК им. С.В.Ильюшина, 1994.
- Концептуальная ломка или шельмование прошлого (О развитии и проблемах российской военной науки) (в соавторстве) // Военно-исторический журнал. – 1994. – № 3. — С.11-14.
- Великая Отечественная война 1941-1945. Военно-историческое очерки (член авторского коллектива). — М., 1998.
- Международная безопасность и обороноспособность государств (в соавторстве). — М., 1998.
- История военной стратегии России (руководитель авторского коллектива и автор ряда глав). — М., 2000.
- Война и мир в терминах и определениях (в соавторстве). — М., 2004.